# Liste des membres de Whitesnake
 (décembre 2018).
Si vous disposez d'ouvrages ou d'articles de référence ou si vous connaissez des sites web de qualité traitant du thème abordé ici, merci de compléter l'article en donnant les références utiles à sa vérifiabilité et en les liant à la section « Notes et références ».
Cet article présente la liste des membres du groupe de heavy metal britannique Whitesnake.

## Un nouveau membre féminin
Le 23 novembre 2021, David Coverdale annonce l’arrivée de Tanya O’Callaghan remplaçant le bassiste Michael Devin. Elle est alors le premier membre féminin du groupe.